# Марцин з Ужендува

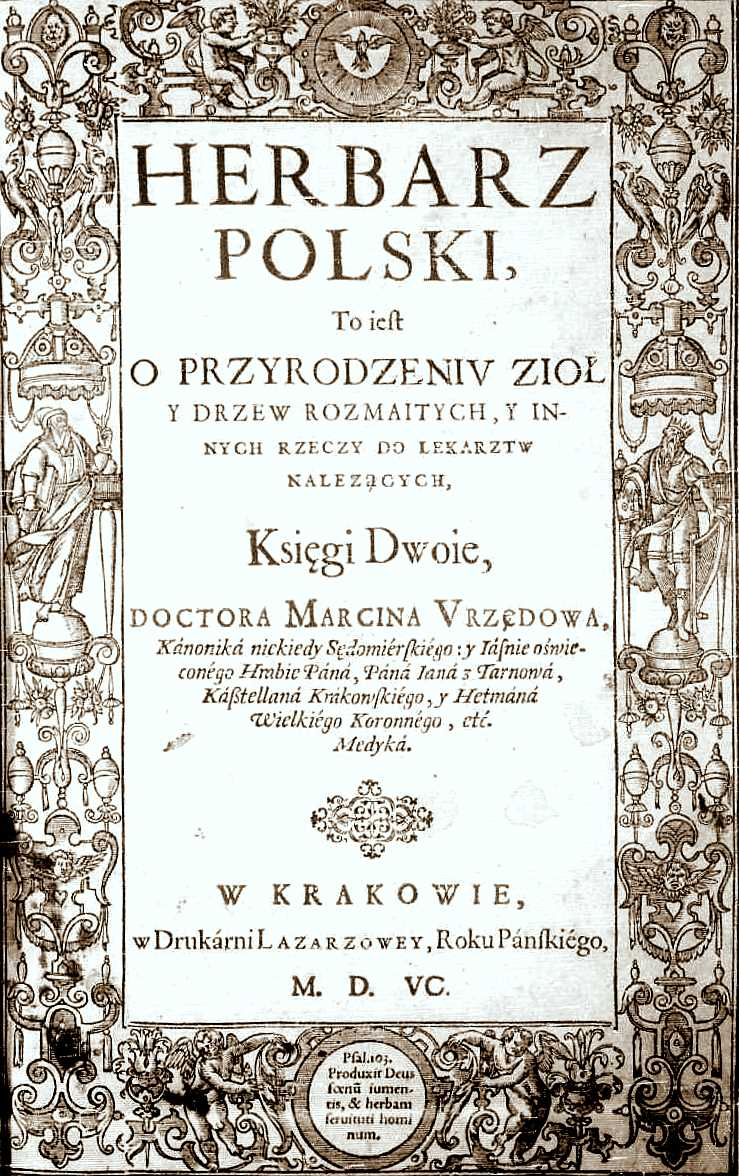
«Herbarz polski, to jest o przyrodzeniu ziół i drzew rozmaitych i innych rzeczy do lekarstw należących księgi dwoje»

Марцин з Ужендова, також Марцін Ужендув (пол. Marcin z Urzędowa, близько 1500, Ужендув, Люблінське воєводство — 2 липня 1573 або 2 липня 1573, Сандомир, Річ Посполита) — польський католицький священник, лікар, доктор медицини та філософії. Один із перших польських ботаніків.

## Життєпис
Навчався в університетах Кракова (1517—1521) та Падуї (1534—1538). З 1525 по 1534 р. — викладач фізики, математики, логіки та філософії Академії у Кракові (тепер Ягеллонський університет). У 1529 р. — керував Collegium Minor, а в 1532 — декан Краківської академії.
У 1538 р. після закінчення навчання в Падуанському університеті став доктором медицини. Після повернення на батьківщину 1544 р. — настоятель у рідному селі Ужендув.
Пізніше був придворним лікарем гетьмана великого коронного Яна Амора Тарновського, а з 1563 р. каноніком сандомирським.

## Наукові праці
У 1543—1553 обробив і першим у Польщі становив «Herbarz Polski» (гербарій), що містить безліч малюнків та багату інформацію з описами рослин, головним чином, лікарських, звірів та мінералів, присутніх на землях середньовічної Польщі. Книга була видана у Кракові у 1595 р.

## Інтернет-ресурси
- (пол.) Urzędów official website
- (пол.) Full scan of Herbarz polski at Wielkopolska Biblioteka Cyfrowa (Greater Poland Digital Library)
- (пол.) Grzaniec Marcina z Urzędowa (traditional hot wine based on Marcin's recipe)